# T15 (水雷艇)
T15はドイツ海軍の水雷艇。1937型。

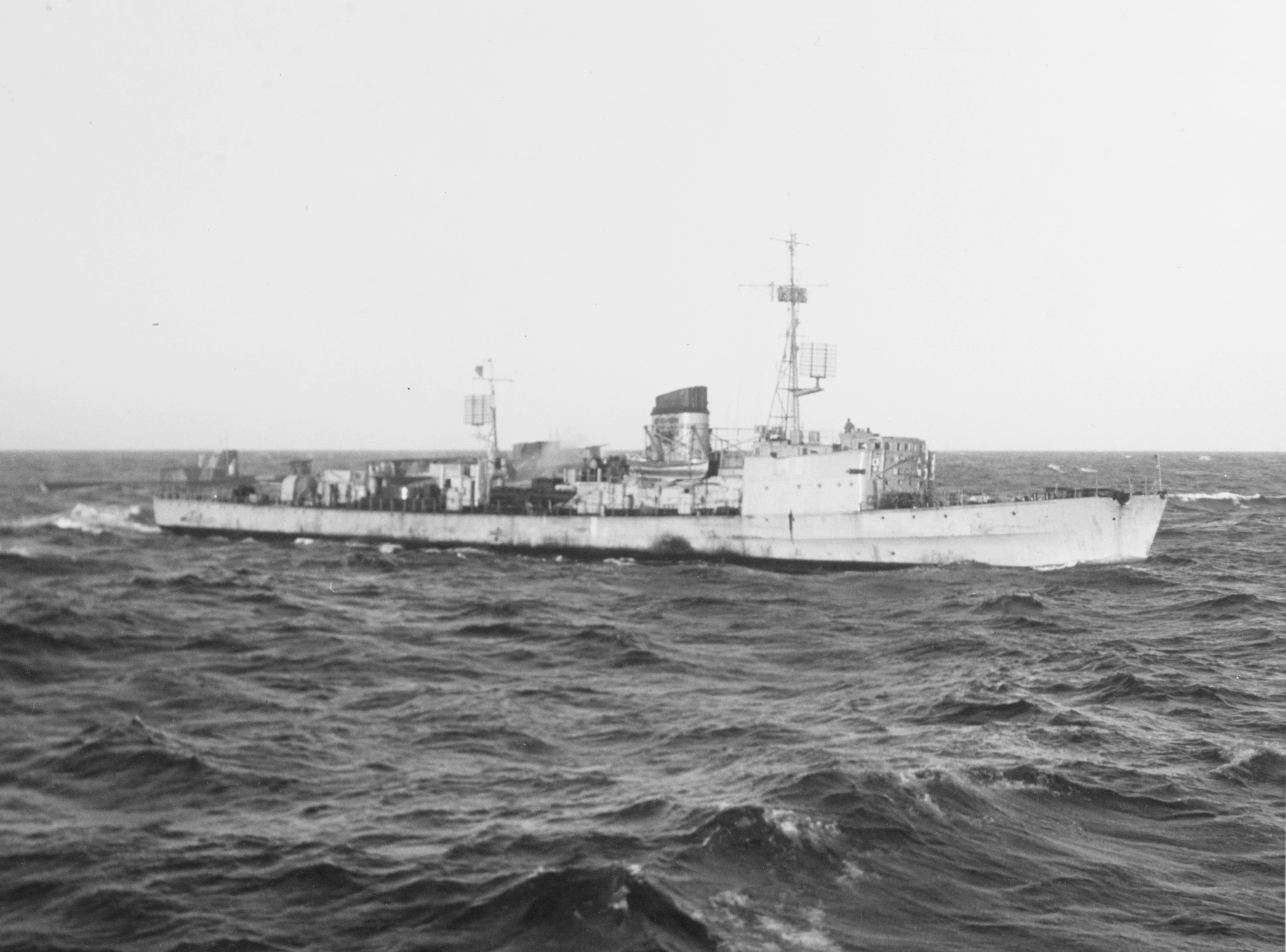
姉妹船のT21。1946年7月2日毒ガスを積んで自沈に向かう途中

1938年11月23日進水、1941年6月26日就役。1942年2月ツェルベルス作戦参加。3月トロンハイムへ移動する重巡洋艦アドミラル・ヒッパーを駆逐艦Z24、Z26、Z30などと共に護衛する。6月PQ17船団船団攻撃作戦（レッセルシュプルング作戦）に参加。
1943年12月13日アメリカ軍によるキール爆撃で喪失。